# Orniany Pierwsze

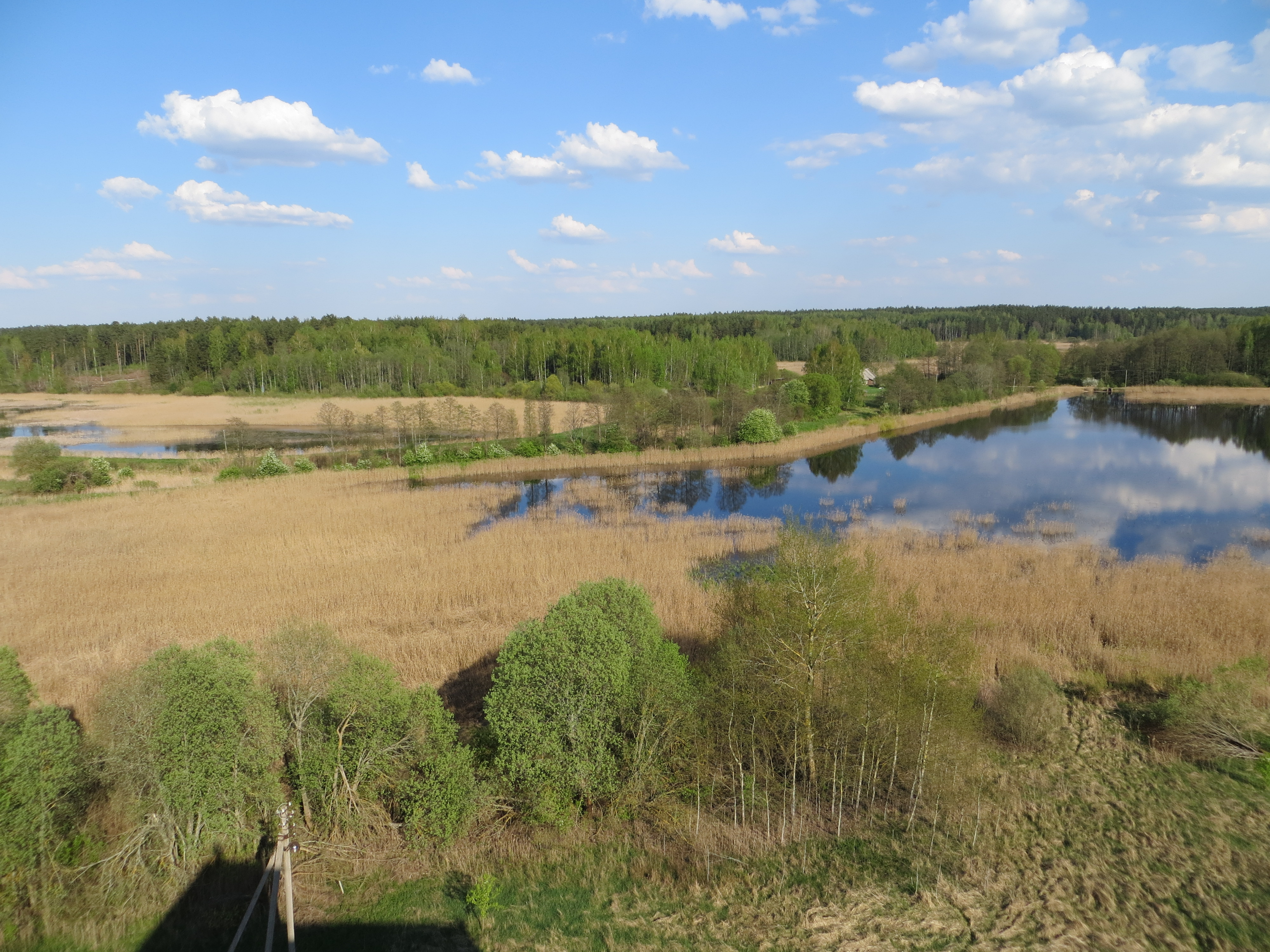
Stawy rybackie, pozostałość po rybchozie, 2016

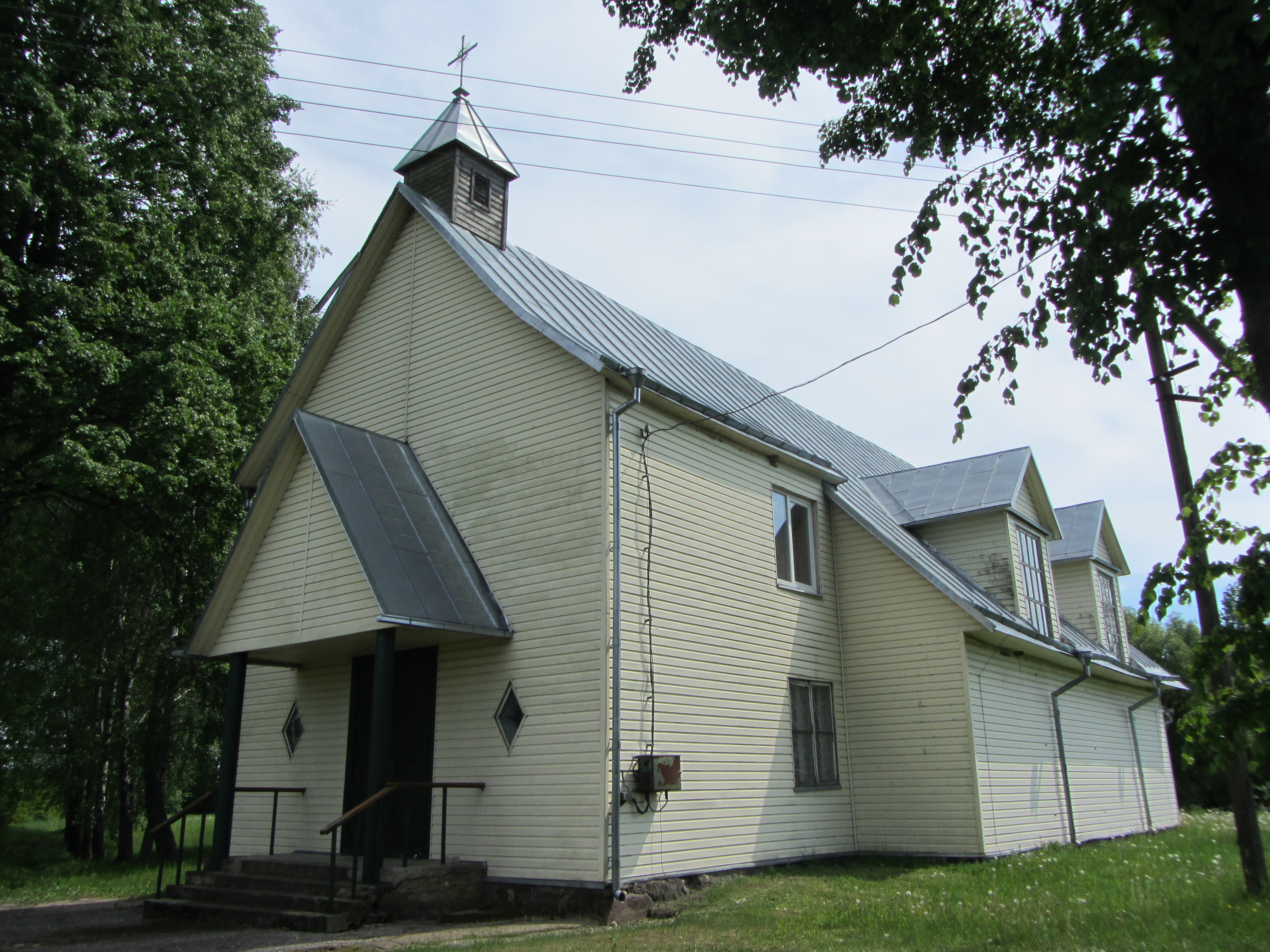
Kaplica katolicka, 2014

Orniany Pierwsze (lit. Arnionys I) – wieś na Litwie, w rejonie malackim okręgu uciańskiego, 28 km na południowy wschód od miasta Malaty, nad rzeczką Ornianką wypływającą z jeziora Oryna.

## Historia

### Własność
W XV wieku była tu królewszczyzna. W 1498 roku książę Aleksander Jagiellończyk ufundował tu kościół. Był tu również zbór protestancki, nie wiadomo, kiedy ufundowany i kiedy zniesiony. Na początku XVI wieku król Zygmunt Stary podarował te dobra Narbuttom. Późniejszymi właścicielami były rodziny Radziwiłłów i Szwykowskich. W 1756 roku Orniany i pobliskie Podbrodzie stały się własnością Michała Józefa Massalskiego (1697–1768), a następnie jego syna – biskupa Ignacego Jakuba Massalskiego (1727–1794). W 1792 roku majątek kupił Michał Kostrowicki herbu Bajbuza, po nim jego właścicielem był jego syn Kajetan Kostrowicki (~1780–?), który w 1837 roku w swoim testamencie zapisał Orniany swoim synom, Michałowi i Aleksandrowi. W 1859 roku od Kostrowickich Orniany, wraz z 45 jeziorami, kupił hr. Jan Witold Tyszkiewicz (1831–1892), marszałek szlachty powiatu wileńskiego, który mieszkał na stałe w Wace. Orniany i Wakę odziedziczył jego syn hr. Jan Józef Tyszkiewicz (1867–1903), który Ornianę oddał w dzierżawę. Podział schedy po zmarłym Janie Józefie nastąpił dopiero w 1930 roku i wtedy Orniany otrzymał Michał Zygmunt Tyszkiewicz (1903–1974), najmłodszy z czwórki jego dzieci, który był właścicielem majątku do II wojny światowej. Michał Tyszkiewicz był mężem Hanki Ordonówny.

### Nazwa
Do majątku, którego centrum był pałac Orniany, należało wiele okolicznych wsi i folwarków. Pałac i okoliczny park były usytuowane nad rzeczką Ornianką (Orynką). Wśród folwarków należących do majątku był w XIX wieku folwark Orniany, odległy o około 1700 m na północny zachód od rezydencji, określony w Słowniku geograficznym Królestwa Polskiego (tom 7., 1886) jako „wieś włościańska" (18 dymów, 181 mieszkańców katolickich, w 1864 roku 64 dusze rewizyjne). W latach 30. XX wieku istniała tu tylko jedna wieś, a dwór Orniany nie był wsią (co jest również widoczne na mapie WIG z 1932 roku). W czasach radzieckich wokół byłej rezydencji, wtedy siedziby kołchozu rybackiego (rybchozu), powstała również wieś, która otrzymała nazwę Orniany Pierwsze (lub po prostu Orniany), a stara wieś włościańska obecnie nosi nazwę Orniany Drugie (lit. Arnionys II).

### Przynależność administracyjna
| rok  | liczba ludności |
| ---- | --------------- |
| 1959 | 230             |
| 1970 | 228             |
| 1974 | 226             |
| 1979 | 242             |
| 1984 | 276             |
| 1989 | 294             |
| 2001 | 216             |
| 2011 | 173             |

- W I Rzeczypospolitej – (w 1772 roku) w powiecie oszmiańskim województwa wileńskiego Rzeczypospolitej[9];
- po III rozbiorze Polski (od 1795 roku) wieś leżała w gminie Janiszki, w powiecie wileńskim (w latach 1797–1801 guberni litewskiej) Imperium Rosyjskiego[2][10];
- w II Rzeczypospolitej –  7 czerwca 1919 roku wieś znalazła się pod Zarządem Cywilnym Ziem Wschodnich okręgu wileńskiego[11], przejętego 9 września 1920 roku przez Tymczasowy Zarząd Terenów Przyfrontowych i Etapowych[12]. W związku z powstaniem Litwy Środkowej 9 października 1920 roku gmina ta wraz z główną częścią powiatu wileńskiego znalazła się w jej strukturach[13][14]. Po traktacie ryskim wieś przypadła Polsce i znalazła się w gminie Janiszki w powiecie wileńskim. 13 kwietnia 1922 roku gmina weszła w skład objętej władzą polską Ziemi Wileńskiej[15] (powiat wileński połączono z powiatem trockim w nowy powiat wileńsko-trocki). 1 stycznia 1926 roku gminę przyłączono do powiatu święciańskiego w Ziemi Wileńskiej[16], przekształconej 20 stycznia 1926 roku w województwo wileńskie[17]. 22 kwietnia 1929 roku gminę przemianowano na gmina Podbrodzie[18].
- po II wojnie światowej wieś weszła w struktury administracyjne Litewskiej Socjalistycznej Republiki Radzieckiej, która wchodziła w skład ZSRR;
- od 1990 roku wieś leży na terenie niepodległej Litwy.

## XIX, XX i XXI wiek
W latach 80. XIX wieku majątek Tyszkiewiczów liczył kilkanaście wsi i folwarków oraz ziemie dochodzące i obejmujące część miasteczka Podbrodzie. W majątku były m.in. 32 jeziora. Majątek Orniany wraz z przylegającymi folwarkami zajmował powierzchnię 860 hektarów.
Pod koniec XIX wieku ichtiolog Michał Girdwoyń założył tu gospodarstwo rybne. Po II wojnie światowej na terenie majątku działał (rybchoz).
W 1912 roku uruchomiono tu wiejską szkołę podstawową. 
W okresie międzywojennym w Ornianach stacjonowała kompania graniczna KOP „Orniany”.
W latach 1948–1998 tutejsza szkoła była kolejno siedmio-, ośmio- i dziewięcioklasowa. W 1955 roku otwarto bibliotekę.
We wsi stoi kaplica katolicka i działa poczta.

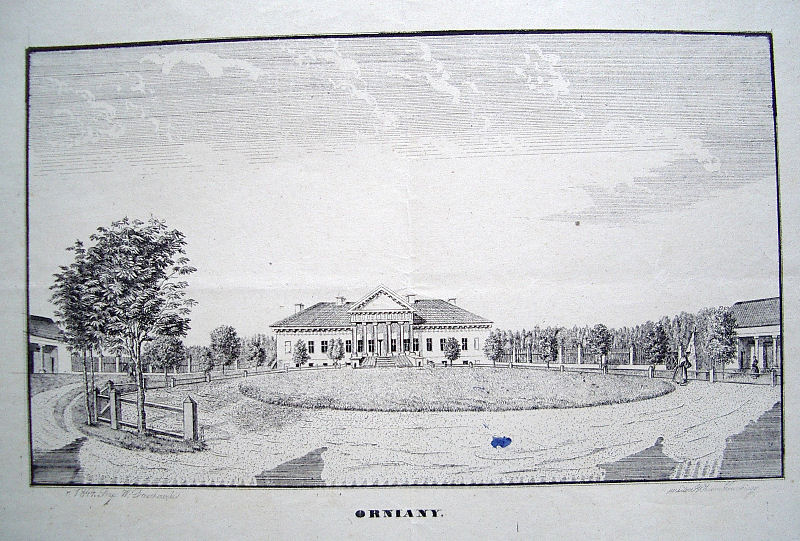
Pałac i gazon w 1848 roku

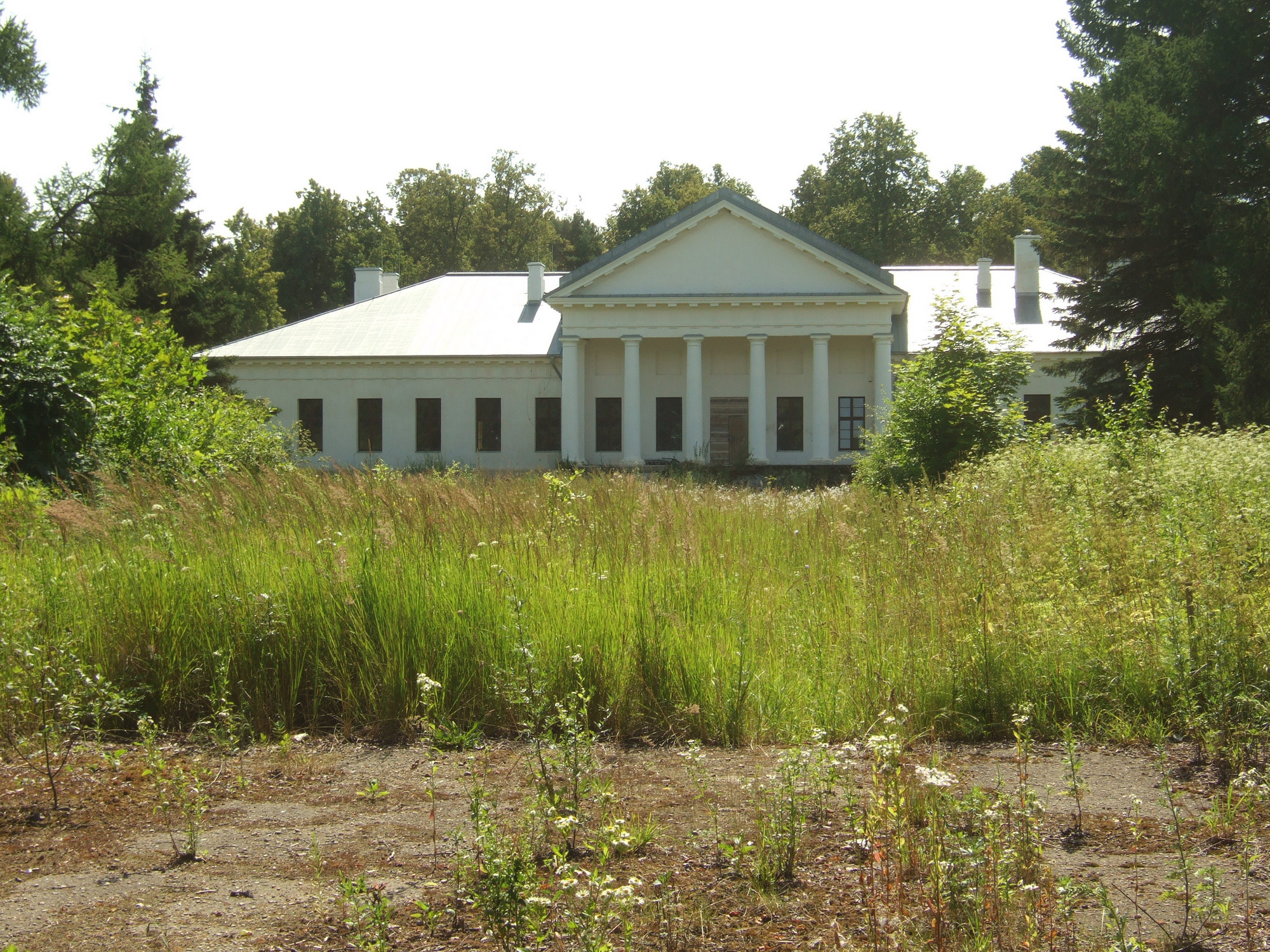
Elewacja frontowa, 2015

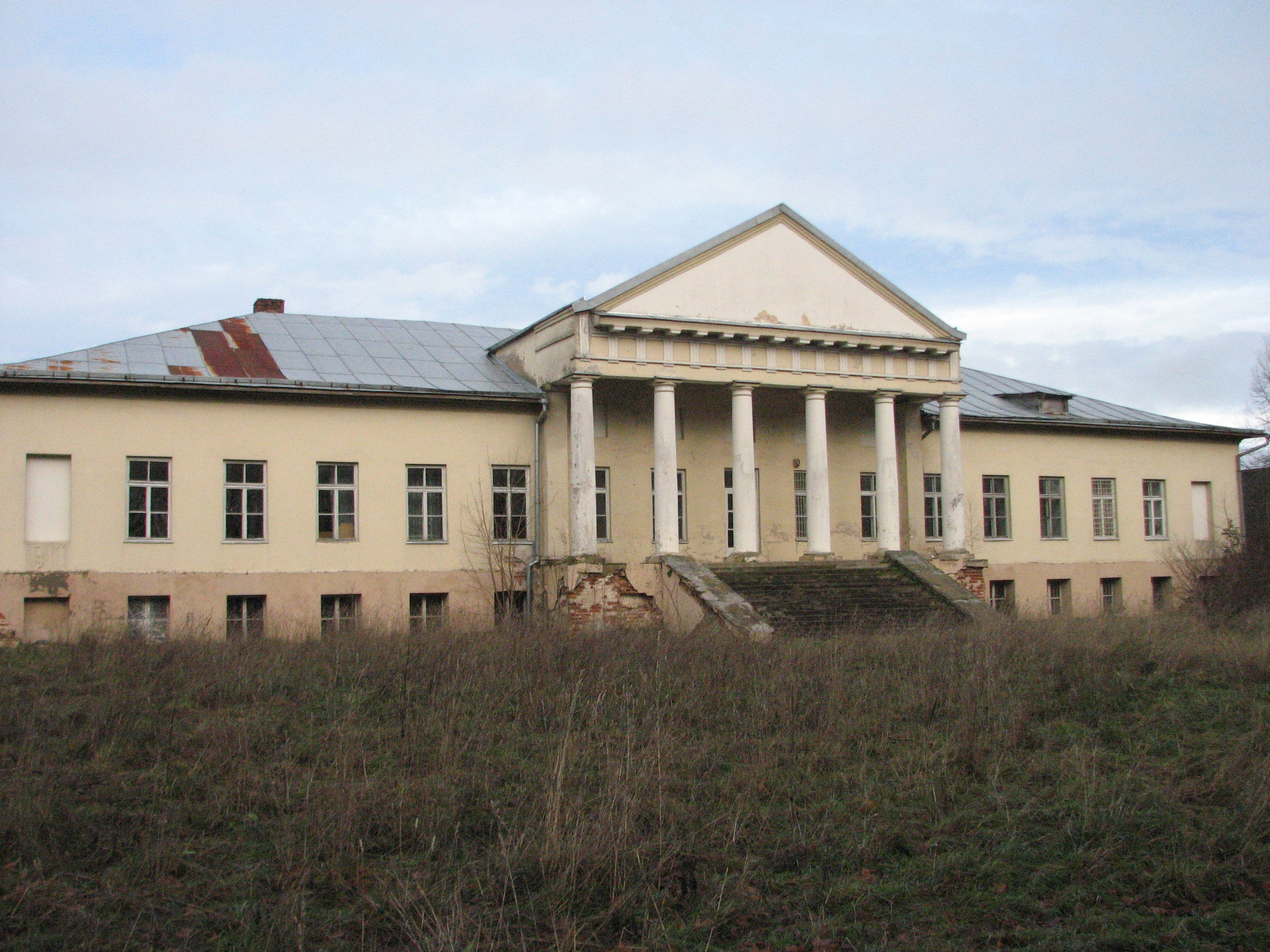
Elewacja ogrodowa, 2007

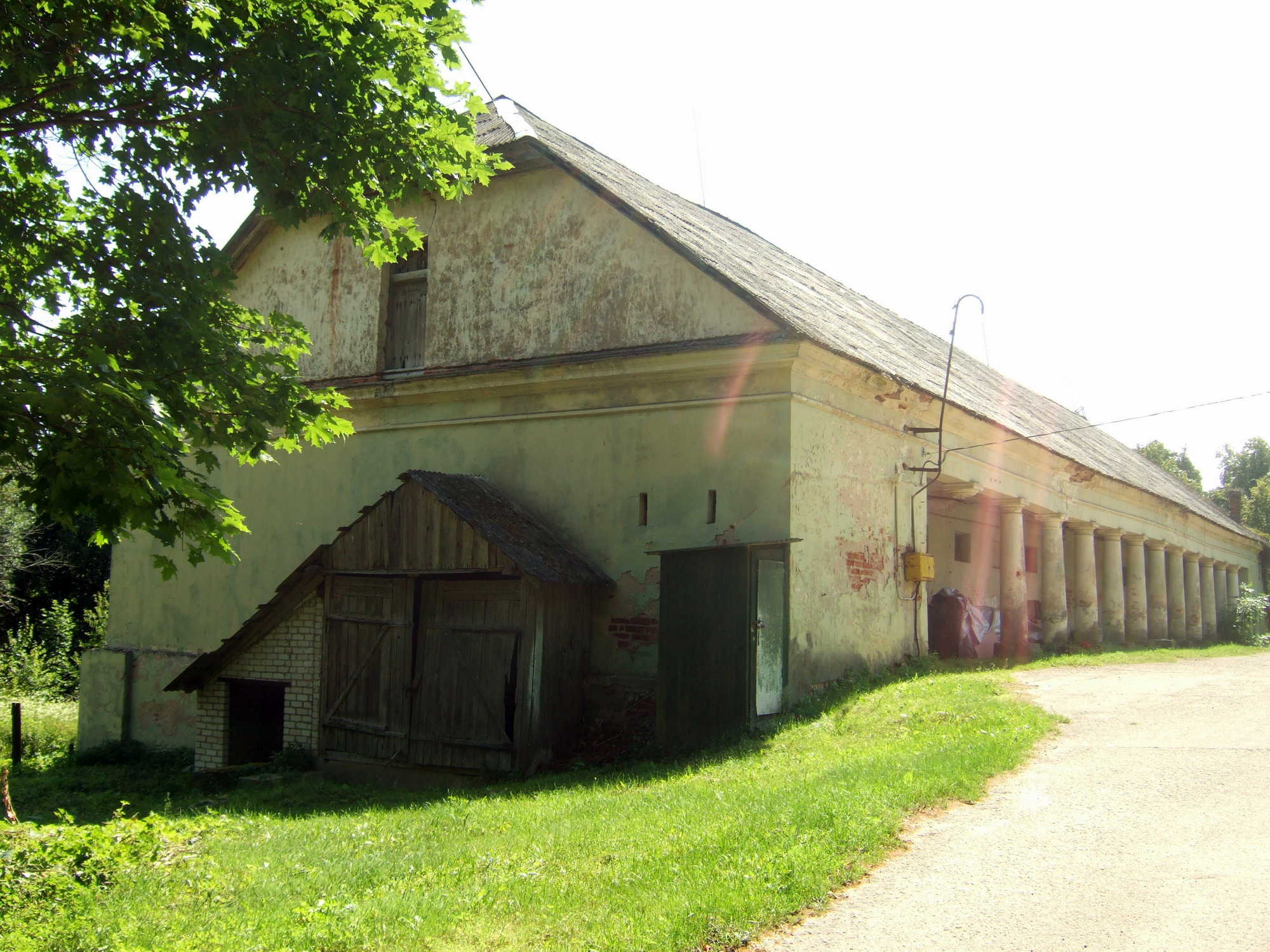
Spichlerz, 2015

## Pałac
Michał Kostrowicki wzniósł tu w 1800 roku klasycystyczny pałac. Zaprojektował go znany architekt wileński Wawrzyniec Gucewicz (1753–1798). Pałac był budynkiem parterowym, piętnastoosiowym, na wysokich suterenach, na planie wydłużonego prostokąta. Był przykryty dachem czterospadowym. Przed pięcioosiową centralną częścią elewacji frontowej na podwyższonym tarasie zbudowano portyk o sześciu toskańskich kolumnach, podpierających belkowanie ozdobione fryzem z tryglifami oraz duży trójkątny przyczółek z kartuszem herbowym. Elewacja ogrodowa wyglądała tak samo, z takim samym portykiem.
Układ pomieszczeń w pałacu był dwutraktowy. Główne drzwi wejściowe prowadziły do obszernej sieni, za którą – w trakcie ogrodowym – znajdowała się duża sala balowa.  Pomieszczenia reprezentacyjne, salony i saloniki znajdowały się w części centralnej, po obu stronach sieni i sali balowej, dalej zaplanowano pokoje mieszkalne i gospodarcze.
Przed elewacją frontową znajdował się rozległy gazon, na którym rosło kilka dużych drzew. Po przeciwnej stronie znajdowała się murowana brama wjazdowa. Po obu stronach pałacu zbudowano dwa identyczne, parterowe budynki, z dwunastokolumnowymi podcieniami. Jeden z nich był oficyną (albo stajnią), obecnie w całkowitej ruinie, drugi – spichlerzem.
Pałac otaczał 10-hektarowy park angielski.
W czasie, gdy majątek był dzierżawiony, pałac ulegał dewastacji, dopiero Michał Zygmunt hr. Tyszkiewicz w 1930 roku poddał pałac renowacji, którą prowadził architekt Antoni Leopold Dygat.
Po II wojnie światowej pałac oszpecono, zmieniając całkowicie układ pomieszczeń oraz skuwając dekoracyjne fryzy z obu elewacji i kartusz herbowy zdobiący fronton od strony podjazdu. Remont przeprowadzono w 1954 roku. W pałacu umieszczono szkołę podstawową i pocztę. Przez długi czas pałac niszczał. Na początku XXI wieku nabyła go osoba prywatna i zaczęła powoli przywracać go do stanu pierwotnego.
Do dziś zachowało się pięć budynków (poza pałacem, oficyną/stajnią i spichlerzem, jeszcze kuźnia, domki stróżów i dwa kamienne słupy bramy wiodącej na teren rezydencji od wschodu). Cały kompleks dworski, o powierzchni prawie 21 ha, objęty jest od 1993 roku ochroną jako zabytek o istotności regionalnej rejestru zabytków Litwy.
Majątek Orniany został opisany w 4. tomie Dziejów rezydencji na dawnych kresach Rzeczypospolitej Romana Aftanazego.